# 乡村骑士

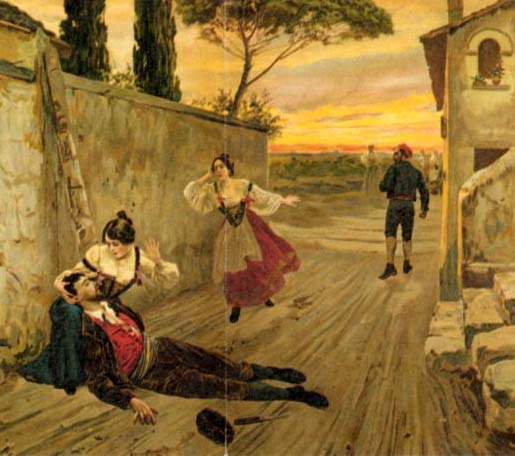
短篇小说《乡村骑士》早期版本插图中的细节

《乡村骑士》（義大利語：Cavalleria rusticana）是意大利作曲家皮埃特罗·马斯卡尼作曲的一部独幕歌剧，脚本由乔瓦尼·塔尔乔尼-托泽蒂与奎多·梅纳希根据乔万尼·维尔加的作品写成。该剧常与鲁杰罗·莱翁卡瓦洛的《丑角》同台连演。
其間奏曲（Intermezzo）最為大眾所熟悉，經常被當作交響樂獨立演奏曲目，並作為一些著名電影的場景配樂，如《教父第三集》（結尾部分）、馬丁·史柯西斯的《蠻牛》（開頭部分）和《阳光灿烂的日子》。此外，在動畫《神劍闖江湖》之中，劍心下定決心前往討伐志志雄，而與薰道別的場景，亦是使用此配樂。
而合唱曲「復活節讚美詩」(Easter Hymn)後來被改編，並配上英文歌詞及標題《春之禮贊》(Anthem for Spring)，世界各地多個合唱團都曾經演出過此曲。
主要角色
图里杜（Turiddu）：年轻士兵，男主角。曾与萝拉恋爱，现在却和桑图扎纠缠不清。
桑图扎（Santuzza）：村中女子，深爱图里杜。因与他有过关系，被逐出教会。
萝拉（Lola）：图里杜旧爱，已嫁给阿尔菲奥。
阿尔菲奥（Alfio）：车夫，萝拉的丈夫。
露琪亚（Lucia）：图里杜的母亲。

剧情梗概
时间：复活节的清晨
地点：意大利西西里岛的一个小村庄
村民们正准备复活节庆典，唱着赞美诗。桑图扎来到图里杜家，找他的母亲露琪亚，询问图里杜的去向。露琪亚说他出门了，但桑图扎知道他其实是去见萝拉。
在一番激动的谈话中，桑图扎痛苦地向露琪亚坦白自己已经被图里杜引诱，并被他抛弃。她请求露琪亚劝图里杜回头。
图里杜回来后，桑图扎与他当面争执。他一开始推脱，但在桑图扎的激烈指责下，他暴怒地推开她离去。
桑图扎愤怒又痛苦，几乎失去理智，竟然向萝拉的丈夫阿尔菲奥告发了图里杜与萝拉的私情。这一举动无疑点燃了复仇的火种。
阿尔菲奥怒不可遏，发誓要用“乡村的方式”解决这一耻辱——挑战图里杜决斗。
图里杜在庆典中喝酒，似乎试图麻痹自己。他向母亲露琪亚道别，请她在自己出事后照顾桑图扎——这暗示了他已预感到死亡。
随后，他与阿尔菲奥展开决斗（舞台上不展现，仅通过旁白和音乐传达）。不久，村民惊恐地跑回来，喊道：
“图里杜死了！”
音乐戛然而止，悲剧落幕。

## 外部連結
- 《乡村骑士》：国际乐谱典藏计划上的乐谱
- http://opera.stanford.edu/Mascagni/Cavalleria/libretto.html 为本剧意大利语版本libretto（歌剧剧本）